# Мастал II (герцог Амальфійський)
Мастал II (†958), патрицій Амальфі (953—957), перший герцог Амальфійський (з 957), син патриція Мастала I.
Спадкував владу в Амальфі після смерті батька, проте до 957 був неповнолітнім. У 957 проголосив себе герцогом Амальфійським. Наступного року його вбив представник родку Муско Коміте Сергій, який узурпував герцогський престол.